# Samuel Chomba
Samuel Chomba (ur. 5 maja 1964 w Kitwe, zm. 27 kwietnia 1993) – zambijski piłkarz grający na pozycji obrońcy.

## Kariera klubowa
Swoją karierę piłkarską Chomba rozpoczął w klubie Nkana FC. W 1984 roku zadebiutował w jego barwach w zambijskiej Premier League i grał w nim do 1988 roku. W sezonach 1985, 1986 i 1988 wywalczył z Nkaną trzy mistrzostwa Zambii. W 1986 roku zdobył z nim Puchar Zambii.
W 1989 roku Chomba przeszedł do Kabwe Warriors. Wraz z Kabwe Warriors zdobył dwa Zambian Challenge Cup (1989, 1991). W 1993 grał w południowoafrykańskim Dynamos FC.

## Kariera reprezentacyjna
W reprezentacji Zambii Chomba zadebiutował w 1986 roku. W 1988 roku wystąpił na Igrzyskach Olimpijskich w Seulu, a w 1990 roku był w kadrze Zambii na Puchar Narodów Afryki 1990. W 1992 roku został powołany do kadry na Puchar Narodów Afryki 1992. Zagrał na nim w trzech meczach: z Egiptem (1:0), z Ghaną (0:1) i w ćwierćfinale z Wybrzeżem Kości Słoniowej (0:1).

## Śmierć
27 kwietnia 1993 Chomba zginął w katastrofie samolotu w Gabonie, w której zginęła cała reprezentacja Zambii.